# Vlagyimir Kirillovics Romanov orosz nagyherceg
Vlagyimir Kirillovics orosz nagyherceg (oroszul: Великий Князь Влад́имир Кир́иллович Ром́анов; Porvoo, 1917. augusztus 17./30. – Miami, 1992. április 21.) orosz herceg és nagyherceg, 1938–1992 között Oroszország címzetes cárja.

## Élete

### Származása és ifjúkora
Vlagyimir Kirillovics herceg 1917. augusztusában jött világra finn földön Kirill Vlagyimirovics nagyherceg és Viktória Melitta edinburgh-i és szász–coburg–gothai hercegnő harmadik, utolsó gyermekeként, egyben egyetlen fiaként. Édesapja az orosz trónöröklési sorrend harmadik tagjának mondhatta magát Alekszej Nyikolajevics trónörökös nagyherceg és Mihail Alekszandrovics nagyherceg mögött; ennek ellenére Vlagyimir Kirillovics és nővérei csak hercegi rangot viseltek, mivel apai nagyapjuk nem volt cár.
Mielőtt Vlagyimir herceg megszületett volna, II. Miklós orosz cár lemondott a trónról mind maga, mind fia nevében. A cári rendszert megdöntötték, a hatalom az Ideiglenes Kormány kezébe került, azonban a bolsevikok egyre fenyegetőbben léptek fel az új vezetőség ellen. A cári család tagjait származásuknál fogva veszélyesnek ítélték meg, ezért letartóztatták őket. Kirill Vlagyimiroviccsal és családjával kivételt tettek, feltehetően az okból, hogy Viktória Melitta hercegnő eredetileg támogatta a polgári forradalmat. Az Ideiglenes Kormány így szemet hunyt a família Finnországba történő menekülése fölött.
A család nyomorban élt, végül Viktória Melitta hercegnő brit rokonsága segítségével hagyták el az országot. Németországba mentek a hercegnő rokonaihoz, később a legtöbb orosz emigránshoz hasonlóan Franciaországba költöztek, azonban míg a száműzöttek inkább Párizsban telepedtek le, addig Kirill Vlagyimirovics egy Saint-Briac nevű kisvárost választott állandó otthonuknak. 1924-ben a nagyherceg a cári család fejének és „minden oroszok cárjának” nyilvánította magát; gyermekei ennek megfelelően a nagyhercegi címre emelkedtek. Vlagyimir Kirillovics ilyenformán Kirill nagyherceg egyetlen fiaként a cárevicsi titulust viselte; édesanyja is ebben a szellemben nevelte. A nagyhercegné nem adta fiát a közoktatásba, a hajdani cári rendszerben megszokott módon magántanárokat fogadott a gyermek mellé.
Az 1930-as évek elején a nagyherceg Londonba költözött a célból, hogy elvégezze a Londoni Egyetem közgazdaságtani szakát; mindeközben egy autógyárban dolgozott, hogy „lássa, milyen egy átlagos munkásember élete”. Mikor édesapja 1938. október 12-én elhunyt, Vlagyimir Kirillovics lépett a helyére orosz trónigénylőként, a cári család fejeként és címzetes orosz cárként; habár ez utóbbi címét csak ritkán használta, helyette inkább a nagyhercegi rangot részesítette előnyben. Visszatért Bretagne-ba, ahol kisebb birtokot vásárolt.

### A második világháború
A második világháború kitörése után Vlagyimir Kirillovics továbbra is Saint-Briac városában élt. A náci hatalom – amivel édesanyja németországi tartózkodásuk alatt szimpatizálni kezdett bolsevik-ellenességük miatt – 1942-ben kereste meg a nagyherceget azzal, hogy támogassa a náci kormányt a Szovjetunió ellenes hadjáratában és vegye rá erre az orosz emigránsok közösségét is. Mikor Vlagyimir Kirillovics nem volt hajlandó együttműködni a nácikkal, azok a Compiègne melletti koncentrációs táborba zárták. 1944-ben a náci vezetés attól való félelmében, hogy a tábort hamarosan felszabadítják a Szövetséges erők, a nagyherceget előbb Párizsba, majd Vittelbe szállították. Vittelt később szintén veszélyesnek ítélték, ezért Vlagyimir Kirillovicsnak német földre kellett költöznie – idősebb nővére, Marija Kirillovna férje, Károly leiningeni herceg felajánlotta számára amorbachi birtokát otthonként. A nagyherceg a testvérénél maradt még a németek bukása után is, noha a közeledő szovjet csapatok minden elfogott nemesi származású személyt szibériai munkatáborba zártak. Károly leiningeni herceg is a szovjetek fogságába került, és rövid időn belül éhen halt egy fogolytáborban.
A vészesen közelgő szovjetek elől a nagyherceg végül osztrák földre menekült, közel a liechtensteini határhoz. Megkísérelte elhagyni a szovjetek által megszállt területeket, ellenben sem a liechtensteini, sem a svájci kormány nem kockáztatta meg számára a vízum kiállítását. Kénytelen volt az amerikai kézen lévő osztrák területen maradni; mígnem anyai nagynénje, Beatrix spanyol infánsné segítségével egy spanyol útlevéllel Spanyolországba menekült. Madridban telepedett le, ugyanakkor rendszeres látogatásokat tett franciaországi birtokaira és a francia fővárosba.

### Házassága és gyermeke
Vlagyimir Kirillovics nagyherceg Párizsban ismerkedett meg majdani feleségével, a grúz származású Leonyida Georgijevna hercegnővel. A nagyherceg Madridban újból találkozott a hercegnővel, akivel ezúttal egymásba szerettek. Leonyida Georgijevna Georgij Alekszandrovics Bagratyion muhrani herceg és Jelena Szigizmundovna Novina-Zlotnyicka grúz nemes leányaként született. 1934-ben Leonyida hercegnő nőül ment a brit felmenőkkel rendelkező Sumner Moore Kirbyhez, akitől egy leánya született. A házasság 1937-ben végződött; Leonyida Georgijevna ezután spanyol földre költözött.
1948. augusztus 13-án a svájci Lausanne városában Vlagyimir Kirillovics nagyherceg feleségül vette Leonyida Georgijevna hercegnőt. Boldog, kiegyensúlyozott kapcsolatukból egyetlen gyermek született:
- Marija Vlagyimirovna nagyhercegnő (1953–), Oroszország trónigénylője és címzetes cárnője.

A cári család Pál orosz cár által lefektetett Családi Szabályzata szerint a családtagok csak akkor tarthatják fent trónigényüket, amennyiben uralkodóházból származó személlyel kötnek házasságot. A nem királyi, csupán nemesi házastárstól született gyermek a törvény értelmében elveszítette jogát az orosz trónra; éppen ezért tekintette a cári család minden tagja lényegi kérdésnek Vlagyimir Kirillovics és Leonyida Georgijevna frigyét. A Bagrationi-ház a kora középkortól fogva adta Grúzia királyait, ámbár a ház fiatalabbik ága, az eredetileg Muhrani hercegségét uraló Muhrani-vonal 1505-ben lekerült a grúz királyi trónról. Mikor az Orosz Birodalom elfoglalta az országot, a királyi család egyike lett az orosz főnemesség famíliáinak. Helyzetük mindazonáltal nem volt egyértelműen tisztázott, amit az is bizonyít, hogy amikor Tatyjana Konsztantyinovna orosz hercegnő még a cári időkben feleségül ment Konsztantyin Alekszandrovics Bagratyion-Muhranszkij herceghez, a házasságot csak több törvénymódosítás árán fogadták el minden szempontból megfelelőnek.
1969-ben a cári családot képező négy ágból háromnak a vezetője – Roman Petrovics herceg, Andrej Alekszandrovics herceg és Vszevolod Ivanovics herceg – levelet írt Vlagyimir nagyhercegnek, melyben kifejtették, hogy nem tartják rangban egyenlőnek a házasságát Leonyida hercegnővel. Véleményüket az alapozta meg, hogy a Bagrationi-ház egyrészt nem uralkodott, másrészt Tatyjana Konsztantyinovna is lemondott trónigényéről, mikor nőül ment Konsztantyin Alekszandrovics herceghez. Ez a lépés azt jelentette, hogy a család tagjai nem ismerték el törvényes örökösnek Marija Vlagyimirovna nagyhercegnőt.

### Halála; az utódlás kérdése
Vlagyimir Kirillovics nagyherceg élete hátralevő részét a Szovjetunió elleni harcnak szentelte. 1991. novemberében a nagyherceg és családja meghívást kapott Anatolij Alekszandrovics Szobcsak szentpétervári polgármestertől a hajdani orosz birodalmi fővárosba. Vlagyimir Kirillovics életében először járt orosz földön; a Téli Palota előtt nagy tömeg gyűlt össze üdvözlésére. „A lehetőség, hogy láthattam a hazámat a másvilág előtt” mélyen megindította a nagyherceget.
1992. április 21-én Miamiban a nagyherceg egy üzleti találkozón vett részt, melynek során váratlanul meghalt szívinfarktus következtében. Testét hazaszállították Oroszországba a célból, hogy a cári család hagyományos temetkezési helyén, a Péter-Pál-székesegyházban helyezzék örök nyugalomra. A díszes temetési szertartást a Szent Izsák székesegyházban tartották, a márványkoporsót később szállították át a Péter–Pál-székesegyházba. A búcsúztató beszédet maga II. Alekszij moszkvai pátriárka mondta: „Vlagyimir Kirillovics nagyherceg egész külföldön töltött életét, minden érzelmét és erőfeszítését egy országnak szentelte, melyre sajátjaként tekintett.” A cári rendszer megdöntése után Vlagyimir Kirillovics volt az első Romanov, akit a Péter-Pál-székesegyházban temettek el.
Örökébe Oroszország címzetes uralkodójaként és a cári család fejeként egyetlen gyermeke, Marija Vlagyimirovna lépett. A cári família azon tagjai, akik morganatikusnak tekintették Vlagyimir Kirillovics és Leonyida Georgijevna házasságát, Nyikolaj Romanovics herceg, mint a Vlagyimir Kirillovics halála utáni rangidős Romanov trónigényét fogadják el. A legtöbb uralkodócsalád Marija Vlagyimirovna igényeit ismeri el.